# Głosków-Letnisko
Głosków-Letnisko (dawn. Głosków Nowy) – wieś sołecka w Polsce położona w województwie mazowieckim, w powiecie piaseczyńskim, w gminie Piaseczno.
W latach 1975–1998 miejscowość administracyjnie należała do województwa warszawskiego.
Na terenie wsi znajdował się przystanek osobowy wąskotorowej Kolei Grójeckiej.